# Jeff Davis County (Texas)
Das Jeff Davis County ist ein County im Bundesstaat Texas der Vereinigten Staaten. Das U.S. Census Bureau hat bei der Volkszählung 2020 eine Einwohnerzahl von 1.996 ermittelt. Der Sitz der County-Verwaltung (County Seat) befindet sich in Fort Davis.

## Geographie
Das County liegt im Westen von Texas und grenzt mit der Westspitze an Mexiko. Es hat eine Fläche von 5865 Quadratkilometern, ohne nennenswerte Wasserfläche. Es grenzt im Uhrzeigersinn an folgende Countys: Reeves County, Pecos County, Brewster County, Presidio County und Culberson County.

## Geschichte
Jeff Davis County wurde am 15. März 1887 aus Teilen des Presidio County gebildet. Benannt wurde es nach Jefferson Davis, dem einzigen Präsidenten der Konföderierten Staaten von Amerika.

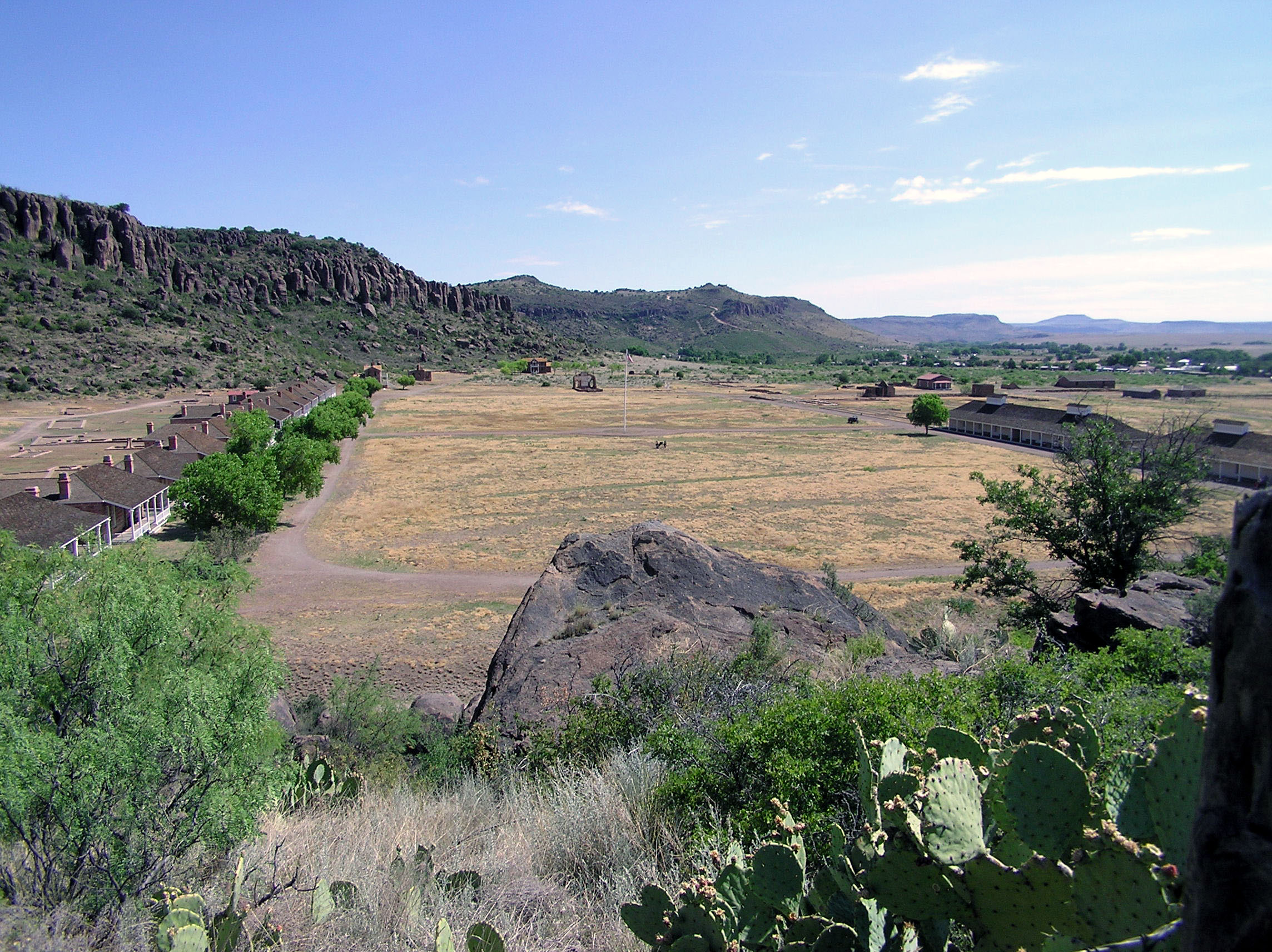
Fort Davis National Historic Site (2013)

Fünf Bauwerke und Stätten im County sind im National Register of Historic Places („Nationales Verzeichnis historischer Orte“; NRHP) eingetragen (Stand 25. November 2021), wobei die Fort Davis National Historic Site den Status eines National Historic Landmarks  hat.

## Demografische Daten

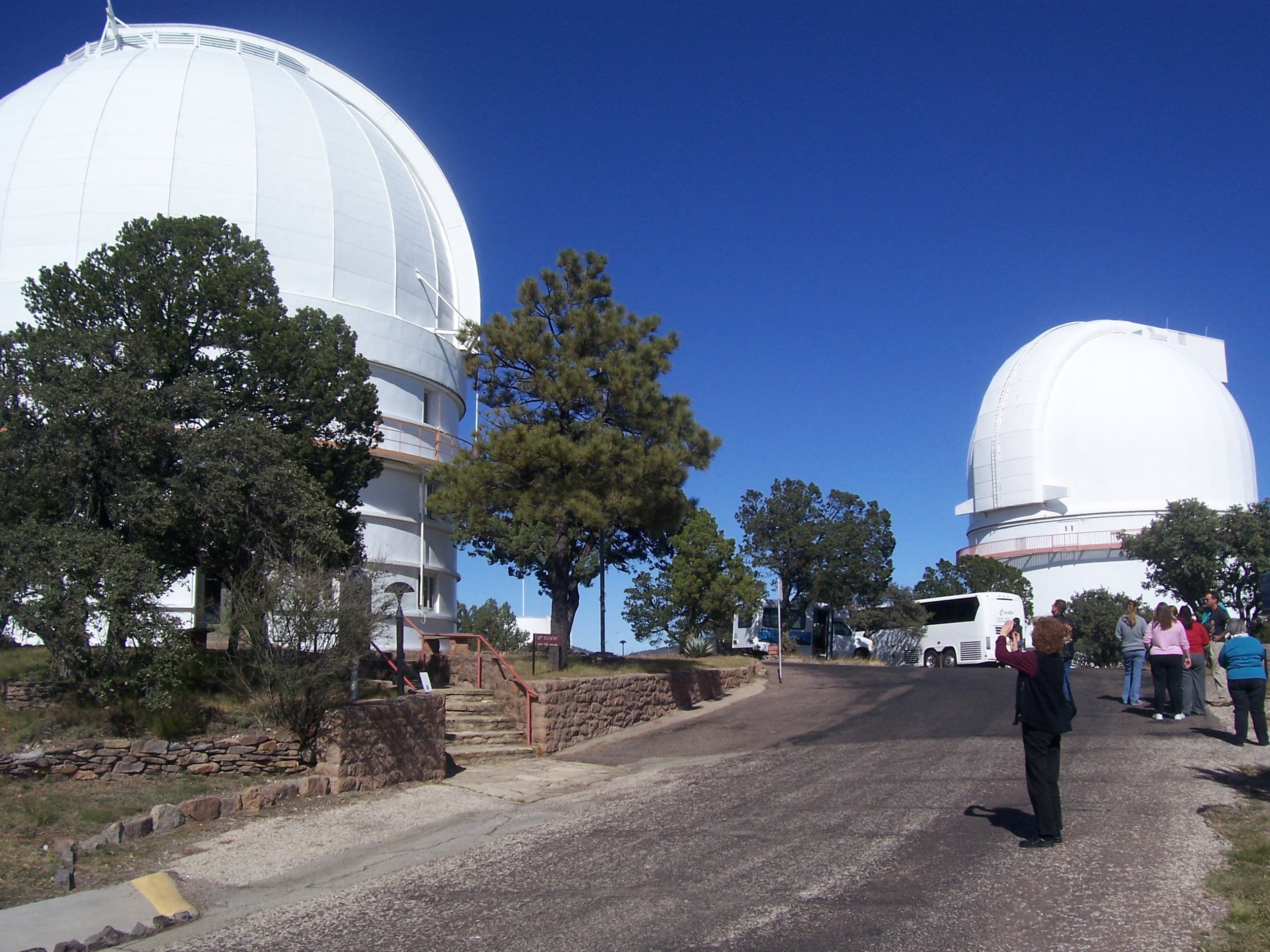
Das McDonald-Observatorium

Nach der Volkszählung im Jahr 2000 lebten im Jeff Davis County 2.207 Menschen in 896 Haushalten und 632 Familien. Die Bevölkerungsdichte betrug 0,4 Einwohner pro Quadratkilometer. Ethnisch betrachtet setzte sich die Bevölkerung zusammen aus 90,5 Prozent Weißen, 0,9 Prozent Afroamerikanern, 0,3 Prozent amerikanischen Ureinwohnern, 0,1 Prozent Asiaten und 5,2 Prozent aus anderen ethnischen Gruppen; 3,0 Prozent stammten von zwei oder mehr Ethnien ab. 35,5 Prozent der Einwohner waren spanischer oder lateinamerikanischer Abstammung.
Von den 896 Haushalten hatten 27,3 Prozent Kinder oder Jugendliche, die mit ihnen zusammen lebten. 60,8 Prozent waren verheiratete, zusammenlebende Paare, 6,9 Prozent waren allein erziehende Mütter und 29,4 Prozent waren keine Familien. 26,3 Prozent waren Singlehaushalte und in 10,3 Prozent lebten Menschen im Alter von 65 Jahren oder darüber. Die durchschnittliche Haushaltsgröße betrug 2,39 und die durchschnittliche Familiengröße betrug 2,88 Personen.
24,4 Prozent der Bevölkerung war unter 18 Jahre alt, 5,3 Prozent zwischen 18 und 24, 24,1 Prozent zwischen 25 und 44, 30,0 Prozent zwischen 45 und 64, und 16,3 Prozent waren 65 Jahre alt oder älter. Das Medianalter betrug 42 Jahre. Auf 100 weibliche Personen kamen 104,5 männliche Personen und auf 100 erwachsene Frauen ab 18 Jahren kamen 104,4 Männer.
Das jährliche Durchschnittseinkommen eines Haushalts betrug 32.212 USD, das Durchschnittseinkommen einer Familie betrug 39.083 USD. Männer hatten ein Durchschnittseinkommen von 27.011 USD, Frauen 21.384 USD. Das Prokopfeinkommen betrug 18.846 USD. 14,1 Prozent der Familien und 15,0 Prozent der Einwohner lebten unterhalb der Armutsgrenze.

## Orte im Jeff Davis County
Town
| - Valentine |

Census-designated places (CDP)
| - Fort Davis |

Unincorporated Communitys
| - Crow’s Nest - Davis Mountains Resort | - Limpia Creek Crossing - Mano Prieto |

Ghost Towns
| - Chispa - Madera Springs - Wendell |